# 伊勢金
伊勢金（いせきん、生没年不詳）とは江戸時代の江戸の地本問屋。

## 来歴
伊勢金と号して寛政年間に地本問屋を営業している。喜多川歌麿、勝川春潮の錦絵を出版している。

## 作品
- 喜多川歌麿 「当世出世娘 三幅之内」 大判3枚揃 錦絵 寛政中期
- 喜多川歌麿 「大文字屋内一もと」 間判 錦絵 寛政9年（1797年）‐寛政11年（1799年）ころ
- 勝川春潮 「青楼三式部」 大判3枚揃 錦絵 寛政